# Natural Bridge State Park (Wisconsin)

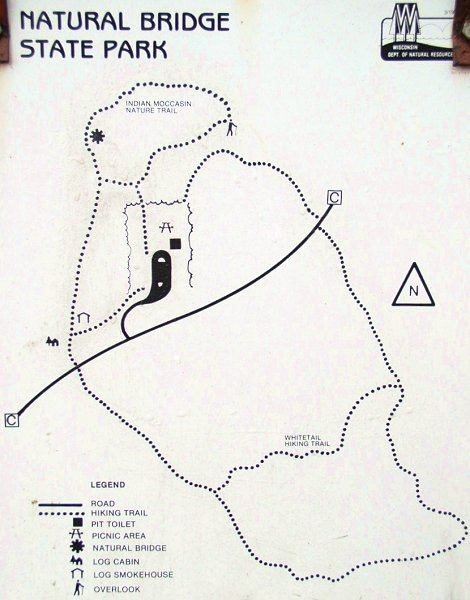
Übersichtskarte im Natural Bridge State Park

Der Natural Bridge State Park liegt im Sauk County des US-Bundesstaates Wisconsin. Der 1973 gegründete State Park hat eine Fläche von 2140 ha. Er befindet sich zwischen Baraboo und Leland und ist über den County Highway C erreichbar. Für die Verwaltung ist das Wisconsin Department of Natural Resources verantwortlich.
Das Gelände des State Parks besteht aus Eichenwäldern und stellenweise ursprünglicher Prärie. Zahlreiche Wildblumen und Vögel können im Park entdeckt werden.
Geologisch befindet sich der State Park in den Baraboo Hills in der Driftless Area, die während der Eiszeit nicht von Gletschern überdeckt war. Die Spannweite des durch Winderosion entstandenen Brückenbogens aus Sandstein beträgt 11 Meter und die lichte Höhe 7,6 Meter. In Wisconsin ist er damit das größte Felsentor. Unterhalb dieser Felsbrücke befindet sich noch ein Überhang im Gestein, unter dem im Jahr 1957 von Warren L. Wittry von der Wisconsin Historical Society Artefakte gefunden wurden, die ein Alter von 8000 bis 9000 Jahren aufweisen. Diese Stelle gehört damit zu den ältesten Beweisen menschlicher Besiedlung Nordamerikas.